# Interior FC
Der Interior Football Club ist ein Sportverein aus West-Serekunda im westafrikanischen Staat Gambia, der größten Stadt des Landes. Der Verein ist vor allem für seine Fußballteams bekannt.

## Team der Männer
Das Team der Männer spielt in der höchsten Liga im gambischen Fußball, in der GFA League First Division, und ist nach dem Abstieg nach der Saison 2006 in die GFA League Second Division nach einem Jahr für die Saison 2008 wieder aufgestiegen. Die Saison 2008 wurde mit dem zwölften Platz nicht erfolgreich abgeschlossen, deswegen erfolgt der erneute Abstieg in die Second Division.
Erstmals in Erscheinung trat der Interior FC in der Saison 2002, damals spielten sie in der zweiten Liga. Trainiert werden sie von Ebrima Manneh.

## Team der Frauen
Das Frauenteam des Interior FC ist seit etwa 2007 eines der dominierenden Teams der gambischen ersten Liga. 2007, 2009, 2015, 2016 und 2017 gewann das Team die Meisterschaft.
Trainerin ist seit 2005 Mariama Sowe, die vor der Übernahme des Postens selbst bei Interior Torhüterin war und die außerdem das gambische Fußballnationalteam der Frauen trainiert. Zuvor war Pa Dodou Sarr der Trainer. Cotrainer von 2005 bis mindestens 2011 war Babucarr Kojo Tamoh.

### Bedeutende Spielerinnen
Folgende Spielerinnen des Teams spielen im gambischen Fußballnationalteam der Frauen oder haben dort gespielt (Stand: April 2019):
- Aminata Gaye (Tor)
- Clarra Gomez (Abwehr)
- Amie Jarju (Abwehr)
- Binta Colley (Abwehr)
- Metta Sanneh (Abwehr)
- Mama Saidy (Mittelfeld)
- Mbassey Darboe (Sturm)
- Jabou Jobarteh (Sturm)

## (Beach-)Volleyball
Der Verein verfügt auch über eine Volleyball- und Beachvolleyballabteilung.
2014 gewann das Frauenteam im Volleyball zum sechsten Mal in Folge sowohl die Meisterschaft der Liga als auch die Pokalwettkämpfe. Im Beachvolleyball gewannen Fatoumatta M. Ceesay und Mariama Ginadou 2018/19 die Meisterschaft im Finale gegen Gambia Armed Forces. Marie Wadda spielte für Interior und das Nationalteam und übernahm später bei beiden Teams den Trainerposten. Aminata Gaye spielte nicht nur für das Fußballnationalteam, trat auch im Beachvolleyball bei internationalen Turnieren an.
Bei den Männern wurde Ebrima Nyass im Beachvolleyballnationalteam eingesetzt.